# جيري لورانس
جيري لورانس هو سياسي كندي، ولد في 26 يوليو 1939 في هاليفاكس في كندا. حزبياً، نشط في جمعية المحافظين التقدمية لنوفا سكوشا.